# Казлу-Руда
Казлу́-Руда́ (лит. Kazlų Rūda, до 1917 официальное название Козлова Руда) — город в Мариямпольском уезде Литвы, административный центр Казлу-Рудского самоуправления (лит. Kazlų Rūdos savivaldybė) и Казлу-Рудского староства (сянюнии, лит. Kazlų Rūdos seniūnija).

## География
Расположен в 36 км к юго-западу от Каунаса. Железнодорожная станция на линии Вильнюс — Калининград. 

## Экономика
Ремонтно-механический завод, деревообрабатывающие комбинаты.

## Население
| 1827                           | 1883 | 1897 | 1923 | 1959 | 1970 | 1974 |
| ------------------------------ | ---- | ---- | ---- | ---- | ---- | ---- |
| 233                            | 455  | 771  | 1338 | 3478 | 4308 | 5300 |
| 1976                           | 1979 | 1989 | 2001 | 2011 | 2017 | 2020 |
| 6000                           | 6312 | 7715 | 7401 | 6635 | 6018 | 5543 |
| Гистограмма динамики населения |      |      |      |      |      |      |

## История
Упоминается в письменных источниках с 1744 (первоначально как деревня). Развивалось поселение как центр дегтярного производства, затем добычи, плавки и обработки железа. После прокладки железной дороги, строительства станции и паровозного депо в 1861—1862 вырос новый посёлок. С 1931 центр Казлу-Рудской волости. С 1950 город Литовской ССР; районный центр в 1950—1962.

### Название
Происхождение первой части составного названия связывают с фамилией предпринимателя дворянина Козла (Казлас), обосновавшегося здесь в XVI—XVII веке и заложившего дегтярню. С обнаружением в окрестных болотистых лесках железной руды появились предприятия по плавке железа — рудни.

### Герб
Герб утверждён в 1996 году.